# Василий Хметевски
Василий Андреевич Хметевски е руски мореплавател, капитан 2-ри ранг, изследовател на Камчатка и Охотско море.

## Биография
Роден е през 1698 година в село Остафиево в Костромска губерния, Руска империя (днес Костромска област, Русия). Завършва навигационното училище. През 1733 г. постъпва във флота със звание подщурман и през следващата година е командирован във Втората Камчатска експедиция.
През 1739 и 1740 г. служи на борда на кораба „Свети Гавраил“ под командването на Иван Елагин. С цел избора на място за строителство на пристанище на Камчатка изследва устието на река Камчатка и залива Авача. Участва в основаването на град Петропавловск Камчатски.
През 1742 г., под ръководството на Мартин Шпанберг, плава към Япония.
От 28 юни до 2 септември 1743 г., заедно с геодезиста Андрей Шаганов извършва детайлно описание и картиране на 1500 км от северното крайбрежие на Охотско море от Охотск до устието на река Вилига (157º и.д.). Зимува на западния бряг на п-ов Камчатка, в устието на река Хайрюзова (57ºс.ш.).
През лятото на 1744 г., заедно с геодезиста Михаил Василиевич Неводчиков на мястото на починалия Шаганов, описва западния бряг на Камчатка на юг до Болшерецк (над 600 км).
През есента на 1753 г. корабът командван от Хметевски претърпява корабокрушение около Курилските о-ви и до 1761 г. той е отстранен от плаване и се намира под следствие. От 17 март до 5 април и от 10 юни до 20 юли 1761 г., заедно с геодезиста Иван Андреевич Балакирев, извършва описание и картиране на около 2000 км от бреговете на Гижигинската и Пенжинската губа, като дължината на изследваното от него крайбрежие на Охотско море надхвърля 4100 км. Съставената от Хметевски карта, естествено, се отличава от съвременните карти, но все пак сравнително точно отразява конфигурацията на северното и източното крайбрежие на Охотско море.
От 1771 до 1773 г. е управител на Камчатския край. През 1777 г. се пенсионира и по-нататъшната му съдба е неизвестна.

## Памет
Неговото име носи полуостров Хметевски (59°20′ с. ш. 148°40′ и. д. / 59.333333° с. ш. 148.666667° и. д.), на северното крайбрежие на Охотско море.